# Vaiala Tonga SC
El Vaiala Tongan es un equipo de fútbol de Samoa Americana que juega en la Liga de Fútbol FFAS, la primera división nacional.

## Historia
Fue fundado en el año 2017 en la capital Pago Pago y esa misma temporada debutaron en la Liga de Fútbol FFAS junto a su equipo filial donde terminó en quinto lugar. En 2021 es campeón nacional por primera vez donde solo perdieron uno de los 18 partidos que jugaron.
Participaron en la Liga de Campeones de la OFC 2024 donde fueron eliminados en la ronda preliminar jugada en Tonga.

## Palmarés
- Liga de Fútbol FFAS: 1

2021

## Participación en competiciones de la OFC
| Temporada | Torneo                      | Ronda      | Club                 | Casa | Visita | Global   |
| --------- | --------------------------- | ---------- | -------------------- | ---- | ------ | -------- |
| 2024      | Liga de Campeones de la OFC | Preliminar | Vaivase-Tai FC       | 0-14 | 0-14   | 4° lugar |
| 2024      | Liga de Campeones de la OFC | Preliminar | Tupapa Maraerenga FC | 0-14 | 0-14   | 4° lugar |
| 2024      | Liga de Campeones de la OFC | Preliminar | Veitongo FC          | 0-13 | 0-13   | 4° lugar |